# Ardit Krymi
Ardit Krymi (Scutari, 2 maggio 1996) è un calciatore albanese, centrocampista del Vllaznia.

## Carriera

### Club
Cresciuto nelle giovanili del Vllaznia, con cui debutta nella massima serie albanese nel 2014.
Il 1º luglio 2022 viene acquistato a parametro zero dalla squadra bielorussa dello Šachcër Salihorsk.

### Nazionale
Debutta con la maglia della nazionale albanese Under-21 il 16 giugno 2015 nella partita amichevole, persa per 4 a 1 contro la Svezia Under-21.

## Statistiche

### Presenze e reti nei club
Statistiche aggiornate al 6 novembre 2022.
| Stagione        | Squadra           | Campionato      | Campionato | Campionato | Coppe nazionali | Coppe nazionali | Coppe nazionali | Coppe continentali | Coppe continentali | Coppe continentali | Altre coppe | Altre coppe | Altre coppe | Totale | Totale |
| Stagione        | Squadra           | Comp            | Pres       | Reti       | Comp            | Pres            | Reti            | Comp               | Pres               | Reti               | Comp        | Pres        | Reti        | Pres   | Reti   |
| --------------- | ----------------- | --------------- | ---------- | ---------- | --------------- | --------------- | --------------- | ------------------ | ------------------ | ------------------ | ----------- | ----------- | ----------- | ------ | ------ |
| 2014-2015       | Vllaznia          | KS              | 22         | 0          | CA              | 4               | 0               | -                  | -                  | -                  | -           | -           | -           | 26     | 0      |
| 2015-2016       | Vllaznia          | KS              | 24         | 1          | CA              | 5               | 0               | -                  | -                  | -                  | -           | -           | -           | 29     | 1      |
| 2016-2017       | Vllaznia          | KS              | 29         | 0          | CA              | 4               | 1               | -                  | -                  | -                  | -           | -           | -           | 33     | 1      |
| 2017-2018       | Vllaznia          | KS              | 28         | 0          | CA              | 4               | 0               | -                  | -                  | -                  | -           | -           | -           | 32     | 0      |
| 2018-2019       | Vllaznia          | KP              | 26         | 3          | CA              | 4               | 0               | -                  | -                  | -                  | -           | -           | -           | 30     | 3      |
| 2019-2020       | Vllaznia          | KS              | 32+1       | 3+0        | CA              | 4               | 0               | -                  | -                  | -                  | -           | -           | -           | 37     | 3      |
| 2020-2021       | Vllaznia          | KS              | 32         | 0          | CA              | 5               | 0               | -                  | -                  | -                  | -           | -           | -           | 37     | 0      |
| 2021-2022       | Vllaznia          | KS              | 33         | 1          | CA              | 8               | 0               | UECL               | 3                  | 0                  | SA          | 1           | 0           | 45     | 1      |
| Totale Vllaznia | Totale Vllaznia   | Totale Vllaznia | 226+1      | 8+0        |                 | 38              | 1               |                    | 3                  | 0                  |             | 1           | 0           | 269    | 9      |
| 2022            | Šachcër Salihorsk | VL              | 10         | 0          | CB              | 0               | 0               | UCL+UECL           | 2+2                | 0                  | SB          | 0           | 0           | 14     | 0      |
| Totale carriera | Totale carriera   | Totale carriera | 236+1      | 8+0        |                 | 38              | 1               |                    | 7                  | 0                  |             | 1           | 0           | 283    | 9      |

### Cronologia presenze e reti in nazionale
| Cronologia completa delle presenze e delle reti in nazionale ― Albania under 21 | Cronologia completa delle presenze e delle reti in nazionale ― Albania under 21 | Cronologia completa delle presenze e delle reti in nazionale ― Albania under 21 | Cronologia completa delle presenze e delle reti in nazionale ― Albania under 21 | Cronologia completa delle presenze e delle reti in nazionale ― Albania under 21 | Cronologia completa delle presenze e delle reti in nazionale ― Albania under 21 | Cronologia completa delle presenze e delle reti in nazionale ― Albania under 21 | Cronologia completa delle presenze e delle reti in nazionale ― Albania under 21 |
| Data                                                                            | Città                                                                           | In casa                                                                         | Risultato                                                                       | Ospiti                                                                          | Competizione                                                                    | Reti                                                                            | Note                                                                            |
| ------------------------------------------------------------------------------- | ------------------------------------------------------------------------------- | ------------------------------------------------------------------------------- | ------------------------------------------------------------------------------- | ------------------------------------------------------------------------------- | ------------------------------------------------------------------------------- | ------------------------------------------------------------------------------- | ------------------------------------------------------------------------------- |
| 16-6-2015                                                                       | Sollentuna                                                                      | Svezia under 21                                                                 | 4 – 1                                                                           | Albania under 21                                                                | Amichevole                                                                      | -                                                                               | 87’                                                                             |
| 5-6-2017                                                                        | Tirana                                                                          | Albania under 21                                                                | 0 – 3                                                                           | Francia under 21                                                                | Amichevole                                                                      | -                                                                               | 52’                                                                             |
| 31-8-2017                                                                       | Lurgan                                                                          | Irlanda del Nord under 21                                                       | 1 – 0                                                                           | Albania under 21                                                                | Qual. Europeo Under-21 2019                                                     | -                                                                               | 90+2’                                                                           |
| 4-9-2017                                                                        | Reykjavík                                                                       | Islanda under 21                                                                | 2 – 3                                                                           | Albania under 21                                                                | Qual. Europeo Under-21 2019                                                     | -                                                                               | 89’                                                                             |
| 10-10-2017                                                                      | Elbasan                                                                         | Albania under 21                                                                | 0 – 0                                                                           | Islanda under 21                                                                | Qual. Europeo Under-21 2019                                                     | -                                                                               | 72’                                                                             |
| 27-3-2018                                                                       | Žilina                                                                          | Slovacchia under 21                                                             | 4 – 1                                                                           | Albania under 21                                                                | Qual. Europeo Under-21 2019                                                     | -                                                                               | 76’                                                                             |
| Totale                                                                          |                                                                                 | Presenze                                                                        | 6                                                                               |                                                                                 | Reti                                                                            | 0                                                                               |                                                                                 |

## Palmarès

### Club

#### Competizioni nazionali
- Campionato bielorusso: 1

Šachcër Salihorsk: 2022
- Coppa d'Albania: 2

Vllaznia: 2020-2021, 2021-2022
- Supercoppa di Bielorussia: 1

Šachcër Salihorsk: 2023